# Yaakov ben Asher
Rabbi Yaakov Ben Asher (1270, Cologne, Saint empire romain germanique - 1343, Tolède, Royaume de Castille, aujourd'hui en Espagne) est un décisionnaire rabbinique et législateur juif, il est appelé le Baal HaTourim de par son œuvre.
Fils de Rabbi Asher ben Yehiel, le Rosh, avec qui il étudia. Il naquit en Allemagne et, en 1303, il accompagna son père à Tolède où il vécut dans une extrême pauvreté et consacra sa vie à la Torah.
La renommée de Rabbi Yaakov est basée sur sa codification halakhique encyclopédique, Arbaa Tourim, qui a précédé le Choulhan Aroukh, et d'après laquelle Rabbi Yaakov a été nommé Baal HaTourim. Sa disposition et la richesse de son contenu en font un ouvrage de base, en Halakha, qui fut largement diffusé dans le monde juif. Il fut si universellement accepté que, lorsque Rabbi Yossef Karo écrivit son ouvrage majeur, Beth Yossef, il décida de le baser sur le Tourim, « parce qu'il contient la plupart des opinions des décisionnaires ».
Rabbi Yaakov a également écrit un long commentaire du Houmach, faisant le relevé des explications littérales (Peshat) des commentateurs antérieurs. Au début de chaque section, il ajouta « comme apéritif, des gematriot et des explications de la Massora, pour stimuler l'esprit du lecteur ». Paradoxalement, l'œuvre tout entière ne fut imprimée que deux fois et ce sont justement les « hors-d'œuvre » devenus populaires qui sont publiés dans la plupart des éditions de la Bible sous le nom de "Baal HaTourim".
Parmi ses élèves, on compte, selon  Shem haGuedolim,  Rabbi David Aboudirham.
Toujours selon Shem haGuedolim, Rabbi Yaakov mourut sur le chemin de la Terre d'Israël.